# Tour della nazionale maschile di rugby a 15 della Spagna 1992
Nel 1992 la nazionale spagnola di rugby si reca in Argentina per un breve tour che prevede 4 match, compreso il primo storico test ufficiale degli spagnoli contro i "Pumas" della nazionale argentina.

## Risultati
| Arbitro: | Carlos Sutton |

| |            | |
| Sporleder, Morales | mt         | Martín 3, Malo |
| Gadow 2 | tr         | García 3, Puertas |
| Gadow 3 | c.p.       | García |
| Rivanera, Cariac, Pompei, Vilches, Rey Sravia, Morales, Gadow, Schmidt, Giannoni, Pascual, Sporleder, Schroeder, Ganuzza, FOrnetti, Fernández. | Formazioni | F. Puertas, P. Martin, J.Hermosilla, A.Miño (U. Aurrekoetxea 41'), J. Askargorta, O. García, J. Díaz, J. Alvarez (cap.), F. Castro, A. Altuna, A. Malo, M. Auzmendi, I. Laskurain, J. Gutiérrez, E. Illarregui. |

| Arbitro: | Pablo Bleckwedel |

| |            | |
| Ramirez | mt         | Hermosilla, García Castro, Cecilia Laskurain, Etxeberría |
| Martinez Riera | tr         | Puertas |
| Martinez Riera 4, Pérez 2 | c.p.       | Puertas 2 |
| A. Catalana, J. Gómez Omil, A. Arévalo, M. Gea, F. Ramirez, J. Martinez Riera (M. Perez) , M. Gómez, J. Marquez, G. Romerovsky, J. Sola (capitán), S. Hosel, R. Navarro (M. Mentesana), A. Michel (M. Cabrera) , M. Cuevas, S. Segura. | Formazioni | F. Puertas, J. Hermosilla, J. Azkargorta, U. Aurrecoetxea, E. Cecilia, O. García, J. Hernandez (J. Díaz), I. Laskurain, E. Illaregui, J. Gutierrez, A. Malo, A. Auzmendi, X. Alducín (J. Alvarez) , F. Castro, A. Altuna. |

| Arbitro: | Edward Morrison |

| |            | |
| de la Arena, Salvat Arbizu, F. E. Mendez 2 | mt         | Etxeberría, Altuna |
| F. J. Mendez 5 | tr         | |
| F. J. Mendez | c.p.       | |
| 15.Rodrigo de la Arena, 14.Matias Roby, 13.Lisandro Arbizu (cap), 12.Sebastian Salvat, 11.Gustavo Jorge, 10.Federico Jose Mendez, 9.Rodrigo Crexell, 8.Normando Ferrari, 7.Francisco Irarrazaval, 6.Pablo Buabse, 5.Pedro Sporleder, 4.German Llanes, 3.Federico Mendez Azpillaga, 2.Eduardo Garbarino, 1.Patricio Noriega, sostituti: Leandro Bouza | Formazioni | 15.Francisco Puertas Soto, 14.Jose Angel Hermosilla Olmos, 13.Unai Aurrekoetxea Arregui, 12.Jon Azkargorta Aretxabala, 11.Pablo Martin Illanes, 10.Onesimo Garcia Ferre, 9.Javier Diaz Paternain, 8.Jaime Gutierrez Merelles, 7.Emilio Illaregui Etxabe, 6.Jon Etxeberria Landazabal, 5.Alberto Malo Navio, 4.Mario Auzmendi Ripoll, 3.Asier Altuna Izaguirre, 2.Fidel Castro Briones, 1.Julio Alvarez Ruiz de Temino (c), sostituti: Alejandro Mino Terrancle |

| Arbitro: | . Enrique Cazenve |

| |            | |
| Mateso 2, San Vicente | mt         | Miño, Gonzalez |
| San Vicente | tr         | Miño, Gonzalez |
| San Vicente 2 | c.p.       | |
| · Gómez Coll, Fogli, Galassi, San Vicente, Mateos, Marchissio, Castillo Odena, Guarnieri , Gamarra, Marco, Demarchi, García, Gualdoni, Umansky, Panelli. | Formazioni | · O. García, J. Hermosilla, J. Askargorta, A. Miño, E. Cecilia, F. Puertas, J. Hernandez, J. Etxeberría, I. Lakurain, J. Gutierrez, A. González, A. Malo, O. Encinas (A. Altuna ) , F. Castro, X. Alducín. |